# Allotisis monteithi
Allotisis monteithi là một loài bọ cánh cứng trong họ Cerambycidae.